# Kamarád taky rád
Kamarád taky rád (anglicky Friends with benefits) je americký film režiséra Willa Glucka z roku 2011, v jehož hlavních rolích stanuli Mila Kunis a Justin Timberlake. Film je označován jako romantická komedie.
Ve Spojených státech měl snímek premiéru 22. července 2011. Česká premiéra se konala 29. září 2011.

## Děj
Mila Kunis v roli Jamie je typická newyorčanka živící se hledáním nových příležitostí. Dylan Justin Timberlake je umělecký ředitel z Los Angeles a byl přemluven Jamie, aby vzal své vysněné místo v New Yorku. Postupem času si oba uvědomí, že měli doposud podobné životy a jsou si velice podobní.
Každý z nich zažil tolik rozchodů, že jsou ochotni se starat už jen o zábavu. Dylan se nastěhuje do New Yorku a užívá si spolu s Jamie spoustu zábavy. Oba si totiž myslí, že láska je pouze mýtus a že nic takového neexistuje. A právě tehdy se rozhodli, že vyzkouší něco nového, a to kamarádství s výhodami. Ze svého skvělého přátelství chtějí vytěžit co nejvíc a jsou přesvědčeni o tom, že už nebudou cítit žádné emoce.
Postupem času to ale začíná být osobnější a oba si na výletě za Dylanovými rodiči v Los Angeles uvědomí, že se mezi nimi něco změnilo. Oba se toho leknou a nějakou chvíli se nebaví. Na konci ale Dylan příjemně překvapí Jamie. Po závěrečném polibku se z nich stane plnohodnotný pár.

## Obsazení
| Mila Kunis        | Jamie  |
| Justin Timberlake | Dylan  |
| Emma Stoneová     | Kayla  |
| Woody Harrelson   | Tommy  |
| Patricia Clarkson | Lorna  |
| Andy Samberg      | Harper |
| Jenna Elfman      | Annie  |
| Bryan Greenberg   | Parker |
| Nolan Gould       | Sammy  |
| David Walton      | Laura  |